# Hugh Hopper
Hugh Hopper (29. dubna 1945 Canterbury, Anglie – 7. června 2009) byl britský baskytarista.
Svou kariéru zahájil v roce 1963 jako člen skupiny The Daevid Allen Trio, ve které vedle něj působili ještě Robert Wyatt a Daevid Allen. V roce 1964, spolu s Wyattem, Kevinem Ayersem, Richardem Sinclairem a svým bratrem Brianem Hopperem založil skupinu The Wilde Flowers. V roce 1969 pak přešel k obnovené skupině Soft Machine, ve které působil do roku 1973. Později spolupracoval s dalšími skupinami, jako jsou Gilgamesh a Soft Heap.
V roce 1969 se podílel na prvním sólovém albu Kevina Ayerse s názvem Joy of a Toy. O rok později hrál na prvním sólovém albu bývalého člena skupiny Pink Floyd Syda Barretta nazvaném The Madcap Laughs. Spolupracoval s mnoha dalšími hudebníky, mezi které patří například Lindsay Cooper, Chris Cutler nebo Pip Pyle. Rovněž vydal několik alb pod svým vlastním jménem.
V červnu 2008 mu byla diagnostikována leukemie a o rok později zemřel ve věku čtyřiašedesáti let. Dva dny před svou smrtí se oženil se svou přítelkyní Christine.